# Nación proletaria
La nación proletaria es un término desarrollado por nacionalistas italianos como Enrico Corradini y adoptado por los fascistas italianos. El término es usado para designar a los países pobres y desindustrializados que están subordinados a las naciones plutocráticas o burguesas.
El nacionalismo proletario indica que aunque la clase trabajadora tomara el control de una nación, en un contexto global todavía está sujeta al dominio de "plutocracias" extranjeras. Corradini postuló que la lucha de clases dentro de una nación emergente y débilmente industrializada que buscaba un lugar en el mundo era contraproducente, sugiriendo el cambio de una "lucha de clases" a la lucha de las "naciones proletarias" contra las "plutocracias", ya que, en su concepción, las plutocracias controlaban el comercio y las finanzas. Para el logro de esto, la lucha de clases debía ser suprimida en favor de la armonía de clases para con esto lograr el desarrollo industrial y tecnológico. Corradini asoció al proletariado con la función económica de la producción y creía que los productores deberían estar al frente de una nueva nación imperialista proletaria.